# Lijst van spelers van Vitesse
Dit is een lijst van voetballers die minimaal één officiële wedstrijd hebben gespeeld in het eerste elftal van de Nederlandse betaaldvoetbalclub Vitesse vanaf de oprichting in 1892. Tevens wordt het eerste en laatste jaar vermeld waarin de speler officiële wedstrijden speelde voor het elftal.
Spelers zonder debuut worden alleen opgenomen als ze tot de huidige selectie behoren, met commentaar: nog geen debuut.

## A
- Henk Aalbers, 1953–1954
- Ber Aalderink, 1918–1923
- Patrick van Aanholt, 2012–2014
- Paxten Aaronson, 2024
- Gerard d'Abo, 1905–1906
- Stanley Aborah, 2011–2012
- Rochdi Achenteh, 2014–2015
- Kristof Aelbrecht, 1999–2000
- Ismaïl Aissati, 2010–2011
- Chris van den Akker, 1982–1985
- Jan van den Akker, 1987–1988
- Arie Alberding, 1964–1966
- Sjaak Alberts, 1943–1953
- Rob Alflen, 1996
- Mukhtar Ali, 2017–2019
- Jordi Altena, 2023
- Rinus l'Amie, 1953–1964
- Matthew Amoah, 1998–2005
- Anthony Annan, 2011–2012
- Carlens Arcus, 2022–2024
- Henk Arendsen, 1955–1963
- Wim Arendsen, 1964
- Rudy d'Arnaud Gerkens, 1894–1903
- Hans van Arum, 1989–1992
- Tonnie van As, 1948–1949
- Leo van Asselt, 1936–1942
- Piet van Asselt, 1932–1947
- Christian Atsu, 2013–2014
- Raymond Atteveld, 1995–1996
- Patrick Ax, 1998

## B
- Jos van Baal, 1964
- Haruna Babangida, 2011
- Tijjani Babangida, 2001–2002
- Josip Bačak, 1996
- Lewis Baker, 2015–2017
- Justin Bakker, 2024–heden
- Gert Bals, 1970–1973
- Patrick Baltus, 1986–1989
- Nacer Barazite, 2010
- Isaac Barends, "Eicken", 1911–1913
- Wim Barends, 1911–1912
- Riechedly Bazoer, 2019–2022
- Carl Becker, 1930–1931
- Stef Beekhuizen, 1960–1961
- Piet Beekman, 1952–1963
- Jordy de Beer, 2024–heden
- Leo Beerendonk, 1962–1964
- Roy Beerens, 2018–2019
- Tom van Beers, 1916–1918
- Tinus Beijer, 1963–1966
- John Beijer, 1980–1982
- Herman Bekkers, 1984–1986
- Wim Beltman, 1937–1938
- Fred Benson, 2004–2007
- Joop Berendsen, 1947–1952
- Albert Berentsen, 1916–1919
- Wim van de Berg, 1940–1941
- Peter van den Berg, 2004–2006
- Petrus van den Berg, 1897–1900
- R. van den Berg, 1905–1906
- Mitchell van Bergen, 2015–2018
- Gerard van den Bergh, 1979–1981
- Harm Bergman, 1934–1935
- Toon Berkhout, 1924–1925
- Matúš Bero, 2018–2023
- Rob Betlem, 1983–1984
- Jhon van Beukering, 2001–2004
- Dick Beukhof, 1967–1981
- Bartosz Białek, 2022–2023
- Frans Bijen, 1949–1950
- Bert Bijkerk, 1957–1964
- Bert Blauw, 1973–1975
- Hans Bleijenberg, 1975–1982
- Tom Bloeming, 1996
- Frans van Blommestein, 1912
- Hermanus van Blommestein ("de Zwerver"), 1910–1911
- Siebe Blondelle, 2006–2007
- Ricky Bochem, 2002–2004
- Piet van Bochove, 1921–1928
- Ben Boelhouwer, 1959–1962
- Willem Boellaard, 1899–1900
- Remco Boere, 1983–1984
- Bart de Boer, 1924–1928
- Peter Boeve, 1975–1979
- Gerard Bongers, 1943
- Wilfried Bony, 2011–2013
- Paul Boone, 1898–1904
- Scott Booth, 1998–1999
- Jan Borgen, 1921–1922
- Alfred Borgen, 1983–1984
- Johannus Bos, 1955
- Theo Bos, 1983–1998
- John de Bos, 1943–1955
- A.F. Bosch, 1894–1895
- Jan Boslooper, 1939–1940
- Ben Bosma, 1969–1974
- Peter Bosman, 1986–1988
- Henk Bosveld, 1968–1979
- Gino Bosz, 2014
- Peter Bosz, 1981–1984
- Amine Boutrah, 2023-2024
- Piet Bouwman, 1938–1939
- Bram Braam, 1985–1986
- Tom Bramel, 2024–heden
- Ton van Bremen, 1990–1993
- Joshua Brenet, 2020
- Johannes Briët, 1912–1913
- Theo Broërken, 1917–1918
- Armando Broja, 2020–2021
- John van den Brom, 1986–2000
- Marinus Bronkhorst, 1964
- Frits Brons, 1952–1959
- Jos Brons, 1915–1918
- Antonie Bronsvoort, 1918–1919
- Isaiah Brown, 2015–2016
- Gerard de Bruijn, 1919–1921
- Jan Bruil, 1959–1964
- Jaime Bruinier, 2007
- Thomas Bruns, 2017–2021
- Richard Budding, 1983–1986
- Richard Budel, 1938–1942
- David Buitenweg, 1928–1929
- Thomas Buitink, 2018–2024
- Rein Buning, 1919–1921
- Dieter Burdenski, 1990
- Rinus Burghart, 1952–1955
- Johan van Burk, 1910–1912
- Gerrit Burks, 1948–1949
- Boško Bursać, 1974–1980
- Willem Bussink, 1948–1949
- Darko Butorović, 1998–1999
- Alexander Büttner, 2008–heden
- Giovanni Büttner, 2024

## C
- Theo ten Caat, 1994–1995
- Johan Caderius van Veen, 1901–1902
- Luca Caldirola, 2010
- André de Calonne, 1908–1910
- Julian Calor, 2017
- Eduardo Carvalho, 2018–2019
- Luc Castaignos, 2017–2018
- Henk ten Cate, 1975–1976
- Kostas Chaniotakis, 1998–1999
- Giorgi Chanturia, 2011–2014
- Gert Claessens, 2001–2003
- Max Clark, 2018–2020
- Jake Clarke-Salter, 2018–2019
- Claudemir, 2008–2010
- Jac Cleeren, 1968–1971
- Phillip Cocu, 1990–1995
- Charlie Colkett, 2017
- Pieter Collen, 1999
- Enzo Cornelisse, 2020–heden
- Tim Cornelisse, 2000–2004
- Karel Corporaal, 1931–1933
- Arend Costermans, 1914–1915
- Gino Coutinho, 2005–2006
- Frits Couvée, 1894–1896
- Jan Crevels, 1935–1938
- Barend van Cruijsen, 1930–1931
- Dejan Čurović, 1994–2000
- Simon Cziommer, 2012–2013

## D
- Leo Daaleman, 1937–1938
- Fankaty Dabo, 2017–2018
- Ad Dam, 1931–1935
- Cor Dam, 1940–1948
- Joop Damsté, 1931–1940
- Oussama Darfalou, 2018–2021
- Brahim Darri, 2011–2013
- Henk Das, 1940–1941
- Hannie Das, 1977–1984
- Rudie Das, 1980–1984
- Eli Dasa, 2019–2022
- Abiola Dauda, 2014–2016
- Mohammed Dauda, 2019
- Ulises Dávila, 2011
- Nick Deacy, 1979–1980
- Hendrik Deelken, 1894–1895
- Gerrie Deijkers, 1980
- André Dekker, 1971–1972
- Filip Delaveris, 2020
- Ernst Demmink, 1914–1921
- Bernard Dezentjé, 1894–1896
- Gaspard Dezentjé, 1894–1895
- Edmond Dezentjé, 1894–1896
- Eli Dezentjé, 1894–1895
- Frans Dezentjé, 1894–1895
- Darius Dhlomo, 1961–1962
- Mahamadou Diarra, 1999–2002
- Nouha Dicko, 2019–2020
- Kevin van Diermen, 2007–2011
- René Dijckmans, 1964–1965
- Geke van Dijk, 1974–1975
- Mitchell Dijks, 2022–2023
- Jan Dijkxhoorn, 1954–1955
- Kevin Diks, 2014–2017
- Frits Dimmendaal, 1935–1937
- Michael Dingsdag, 2001–2006
- Abraham Dobbe, 1941–1943
- Danilho Doekhi, 2018–2022
- Lloyd Doesburg, 1981–1986
- Gerrie van Doesburg, 1973–1974
- Michael Dokunmu, 2024–heden
- Toni Domgjoni, 2021–2024
- Jan Dommering, 1929–1948
- Wim van Dongen, 1980–1982
- Fons Donkers, 1894–1896
- Jef Dorpmans, 1941–1951
- Jan van Dort, 1922–1925
- Luciën Dors, 2004–2005
- Willem Douwens, 1922–1924
- Willi Drehmann, 1962–1963
- Willem Driessen, 1921–1922
- Frederik van Driest, 1914–1915
- Jeroen Drost, 2008–2011
- Anders Due, 2006–2007
- Garke Duif, 1928–1932
- Simon van Duivenbooden, 2022–heden
- Jan van Dulm, 1904–1905
- Henk van Dulm, 1946–1947
- Chris van den Dungen, 1985–1987
- Uroš Đurđević, 2014–2015
- Eef Duurtsema, 1930–1933

## E
- Johannes van Eck, 1905–1906
- Loek den Edel, 1960–1962
- Mats Egbring, 2023–heden
- Henno van Egdom, 1959
- Eef Eichelsheim, 1964–1969
- René Eijer, 1989–1993
- Harry van Eijk, 1949
- Henny Eisink, 1924–1926
- Dick Elbers, 1918–1923
- Chris Engelberts, 1896–1901
- Richard Engels, 1934
- Gérard Enger, 1901–1904
- Piet van Es, 1956–1957
- Etiënne Esajas, 2005–2007
- Giovanny Espinoza, 2007
- Henk Esselink, 1905–1910
- Anne Evers, 1988–1990
- Toon Evers, 1961–1962

## F
- Dick Faber, 1947–1954
- Bernhard Fabius, 1897–1899
- Raymond Fafiani, 2003–2004
- Lassana Faye, 2016–2018
- Loek Feijen, 1958–1962
- Johan Felger, 1894
- Gino Felixdaal, 2010–2011
- Jim van Fessem, 2001–2004
- Ferro, 2022–2023
- Karel Fischer, 1895–1896
- Ryan Flamingo, 2022–2023
- Hendricus Flipse, 1914–1916
- Josephus Flipse, 1914–1920
- Fodé Fofana, 2023-2024
- Navarone Foor, 2016–2020
- Carlos Fortes, 1997–2002
- Jan Frankamp, 1895
- Purrel Fränkel, 2002–2007
- Nikolai Baden Frederiksen, 2021–2023
- Chris de Frenne, 1923–1924
- Robert Frowein, 1921–1922

## G
- Wim van der Gaag, 1954–1955
- Johan Gaasbeek, 1967–1968
- Dick van Gameren, 1967–1968
- Eduard de Gast, 1916–1919
- Henk Gautier, 1951–1955
- Yann Gboho, 2021–2022
- Douglas George, 1983–1984
- Herman Gerdsen, 1976–1983
- Ben Gerritsen, 1970–1972
- Evert Gerritsen, 1984–1986
- Gerard Gerritsen ("Roosje"), 1949–1958
- Gerard Gerritsen, ("Lots"), 1918–1930
- Jo Gerritsen, ("Knots"), 1924–1930
- Emmericus Geuze ("Bus"), 1916–1917
- Willem Geuze ("Peu"), 1912–1919
- Henri Giebing, 1903–1904
- August Giesberger, 1899–1902
- Ricardo Gil y Muiños, 1987
- Hans Gillhaus, 1993–1994
- Marco van Ginkel, 2010–2024
- Igor Gluščević, 2004–2006
- Cornelis Göbel, 1911–1912
- Just Göbel, 1910–1923
- Charles Goedvriend, 1897–1904
- Harrie Gommans, 2007–2008
- Hilary Gong, 2018–2022
- Steve Goossen, 1996–1999
- Piet Gordinou de Gouberville, 1928
- L. van Gorkum, 1901–1902
- Edwin Gorter, 1995–1996
- Raimond van der Gouw, 1988–1996
- Dennis de Graaf, 1982–1984
- Stoffel van der Graaf, 1957–1958
- Pierre le Grand, 1985–1987
- Klaus Granlund, 1984–1986
- Giovanni Gravenbeek, 2009–2010
- Adrian Grbić, 2022
- Serginho Greene, 2009–2010
- Ferdie Gresnich, 1924–1935
- Joop Gresnich, 1928
- Henk Greve, 1905–1908
- Rijk Grisel, 1924
- Lut te Groen, 1913–1915
- Jan Groeneweg, 1981–1982
- Jay-Roy Grot, 2019–2020
- Nenad Grozdić, 1999–2000
- Tomislav Gudelj, 2024–heden
- Ko van Gulpen, 1899–1907

## H
- Wim Hachmang, 1985–1986
- Anis Hadj-Moussa, 2024
- Kees Hagedoorn, 1894–1895
- André Hagen, 1981–1982
- Yu Hai, 2007–2008
- Tomáš Hájek, 2019–2023
- Jan van Halst, 2003
- Saïd Hamulić, 2023
- Eric Jan van Hardeveld, 1978–1982
- Henk Harmsen, 1941–1946
- Henk Harmsen, 1964–1966
- Toon Hartemink, 1985–1987
- Henk Haselhorst, 1939–1940
- Johan Haselhorst, 1941–1944
- Mike Havenaar, 2012–2014
- Joop Heezen, 1971–1982
- Ted Heijckmann, 2010
- Jan-Arie van der Heijden, 2011–2015
- Frits Heijn, 1950–1957
- Joop Heijneman, 1969–1973
- Ad Heins, 1947–1948
- Piet Heiser, 1930–1932
- Hans Hekkers, 1956–1957
- Peter Held, 1986–1988
- Glenn Helder, 1993–1995
- B.M. Hendriks, 1942–1943
- Bert Hendriks, 1982–1985
- Eddy Hendriks, 1953–1954
- Henk Hendriks, 1950–1951
- Jo Hendriks, 1923–1934
- Piet Hendriks, 1894–1899
- Ramon Hendriks, 2023–2024
- Rein Hendriks, 1896–1904
- Terry Hendriks, 1977–1979
- Wim Hendriks, 1946–1954
- Cees Hensen, 1984–1985
- Dik Herberts, 1947–1959
- Hans Herberts, 1947–1956
- Jan Herberts, 1917–1922
- Tom Herkenrath, 1937–1938
- Hans Herklots, 1955–1956
- Henk Hermsen, 1942
- Nico Hermsen, 1927–1933
- Sander Hermsen, 1925–1930
- Enrico Hernández, 2020–2022
- Youssouf Hersi, 2005–2007
- Engbertus Hesselink, "Does", 1896–1905
- Herman Hesselink, 1895–1899
- Willem Hesselink, 1894–1918
- Rein van den Heuvel, 1980–1982
- Jaap Hielkema, 1940–1946
- Jaap Hildesheim, 1921–1924
- Rick Hilgers, 1988–1992
- Marc van Hintum, 1997–2001
- Frederikus Hoebink, 1912–1914
- Karel Hoegen, 1921–1922
- Jochem van der Hoeven, 1997–1998
- Jacques van 't Hof, 1947–1948
- Lou Hofland, 1909–1914
- Bennie Hofs, 1964–1979
- Henk Hofs, 1970–1973
- Nicky Hofs, 2002–2012
- Gerard Hogenhout, 1962–1964
- Jan Holla, 1927–1928
- Gerrit van Holten, 1918–1919
- Hein Holthuijsen, 1950–1955
- Jan Holtus ("Padje"), 1910–1924
- J.J. Homoet, 1904–1905
- Keisuke Honda, 2019
- Dillon Hoogewerf, 2024–heden
- Pierre van Hooijdonk, 1999–2000
- Henk Hoolboom, 1937–1940
- John Hoonakker, 1980–1981
- Jan Horrée, 1942–1946
- J.H. ter Horst, 1918
- Evert van der Horst, 1955–1964
- Gerrit (Puck) van der Horst, 1966–1967
- Gerrit Horsten, 1925–1936
- Henka Horsten, 1954–1958
- Piet Horsten, 1947–1948
- Toon van der Hout, 1910–1917
- Jan van Houten, 1931–1932
- Jeroen Houwen, 2017–2023
- Toon Huiberts, 1951–1968
- Daan Huisman, 2020–2024
- Ben Hulshoff, 1972–1983
- Jan Hummeling, 1939–1948
- Joes Hummels, 1940–1941
- Willem Hupkes, 1900–1915
- Theo Husers, 1978–1980
- Sam Hutchinson, 2013
- Hendrik Hutjes, 1921

## I
- Renato Ibarra, 2011–2016
- John Iking, 1939–1951
- Aleksandar Ilić, 2004
- Bart van Ingen, 1964–1971
- Benedict Iroha, 1993–1995
- Nicolas Isimat-Mirin, 2023–2024
- Max Israël, 1914–1918

## J
- Izaac Jacobsen, 1897–1902
- Dolf Jaegermann, 1963–1964
- Jan Jager, 1894–1901
- Paul de Jager Meezenbroek, 1921–1922
- Frederik Janse, 1933–1934
- Epi Jansen, 1950–1962
- Ferdinand Jansen, 1918–1919
- Gerard Jansen, 1934–1940
- Gerrit (Gert) Jansen, 1950–1953
- Hein Jansen, 1935–1940
- J. Jansen, 1930
- Johan Jansen, 1915–1920
- Joop Jansen, 1946
- Leo Jansen, 1984–1986
- Michael Jansen, 2002–2005
- Piet Jansen, 1968
- Adriaan Janssen, 1899–1900
- Hans Janssen, 1919–1920
- Theo Janssen, 1998–2013
- Julian Jenner, 2008–2012
- Dragoslav Jevrić, 1999–2004
- Arco Jochemsen, 1994–2000
- Miliano Jonathans, 2022–2024
- Coen de Jong, 1940–1943
- Hans de Jong, 1926–1927
- Jaap de Jong, 1929–1930
- Calvin Jong-A-Pin, 2009–2010
- Wim de Jongh, 1960–1962
- Willem Jonker, 1899–1901
- Hendrik Jonker, 1905–1908
- Nico Jonker, 1962–1963
- Wim Jonkers, 1960–1961
- Henk Joosten, 1939–1947
- Francisco Santos da Silva Júnior, 2013
- Mads Junker, 2006–2009

## K
- Piet Kaan, 1901–1907
- Gaël Kakuta, 2012–2013
- Tomáš Kalas, 2011–2013
- Sinan Kaloğlu, 2009
- John Kamerbeek, 1939–1941
- Adrianus Kamerman, 1911–1912
- Khalid Karami, 2018–2019
- Vyacheslav Karavaev, 2018–2019
- Guram Kashia, 2010–2018
- Bertus de Kat Angelino, 1936–1948
- Onur Kaya, 2006–2010
- Ton Keijman, 1966–1968
- Cees Keizer, 2007
- Marlon Keizer, 1988–1990
- Hans Kemming, 1994
- Bram van Kerkhof, 1966–1973
- Piet van Kerkhof, 1962–1976
- Theo van Kerkhof, 1975–1977
- Nico Kesselaar, 1969–1970
- Piet Kettenis, 1935–1937
- Maarten Keuning, 1922–1924
- Laryea Kingston, 2010
- Bert Kip, 1975–1977
- Leo De Kleermaeker, 1958–1962
- Wim Kleinjan, 1969–1971
- Albert de Kler, 1984
- Eric Klever, 1941–1952
- Ton Klijnhout, 1964–1965
- Johannes Klijnstra, 1901–1902
- Roberto Klomp, 1986–1988
- Joop ten Klooster, 1955–1957
- Wilco Klop, 1984–1986
- Gerrit Kluin, 1953–1954
- Piet van Knijff, 1963–1964
- Ruud Knol, 2000–2007
- Abe Knoop, 1995–1998
- Richard Knopper, 2004–2006
- Ber Kock, 1930–1932
- Çağrı Kodalak, 2010
- Joop Koenders, 1985–1986
- Frans Koenen, 1984–1986
- Paul Koevoet, 1960–1961
- Johan Koezen, 1903–1912
- Santi Kolk, 2007–2010
- Jim Koller, 2024–heden
- Jan de Koning, 1970–1971
- Jan de Koningh, 1920–1922
- Bert Konterman, 2003–2004
- Jurrie Koolhof, 1980–1990
- D. Korstanje, 1922–1923
- Willem Korsten, 1993–1998
- Arsjak Korjan, 2016–2017
- Jan Koster, 1937–1938
- Leo Koswal, 1995–1997
- Kacper Kozłowski, 2022–2024
- René Kraaij, 1981–1982
- Ramon Kramer, 1981–1984
- Johannes Krantz, 1895–1896
- Michel Kreek, 1997–2002
- Mees Kreekels, 2024–heden
- Marcel Kreileman, 1985–1987
- Dennis Krijgsman, 1991–1993
- Wim Kroeger, 1934–1941
- Wim Kroeze, 1939–1940
- Johannes Kröner, 1905–1906
- Wim van der Kruk, 1958–1965
- Jan Krumeich, 1960–1963
- Sergei Krutov, 1991
- Arnold Kruiswijk, 2014–2018
- Kees Kuijlman, 1923–1926
- Bram Kuiper, 1924–1925
- Martijn Kuiper, 1996–1999
- Nicky Kuiper, 2008–2009
- Ap Kuiperij, 1940
- Frans Kunkels, 1921–1922
- Nico Kunst, 1968–1975

## L
- Martin Laamers, 1986–1996
- Jan Laan, 1907–1909
- Geurt van Laar, 1905–1924
- Job van Laar, 1905–1916
- Job van Laar jr., 1930–1934
- Leo van Laarschot, 1953–1954
- Zakaria Labyad, 2014–2015
- Cornelis Lagcher, 1915–1917
- Henk Lammers, 1937–1939
- Frank Lampenscherf, 1983–1985
- Kostas Lamprou, 2019–2020
- Gerrit Langeler, 1916–1925
- Louis Laros, 1995–2002
- Saïd Larossi, 1993–1994
- Rinus Lassche, 1946–1948
- Bart Latuheru, 1989–1995
- Danko Lazović, 2006–2007
- Jaap Ledeboer, 1932–1933
- Benno van Leer, 1928–1929
- Kelvin Leerdam, 2013–2017
- Geo de Leeuw, 1976–1977
- Leo de Leeuw, 1979–1980
- Julian Lelieveld, 2015–2020
- Ad van Lent, 1954–1961
- Paul Leusink, 1984–1986
- Evgeniy Levchenko, 1996–2003
- Mart Lieder, 2012
- Pim Lijdens, 1931–1932
- Marcel Lindenaar, 1986–1987
- Wim Lingbeek, 1911–1912
- Bryan Linssen, 2017–2020
- Johannes Lodewijk, 1917–1918
- Huub Loeffen, 1990–1996
- Stef van Logchem, 1945–1949
- Erwin van de Looi, 1992–1997
- Coen Looijen, 1925–1927
- Flip Looijen, 1916–1923
- Arend Loos, 1953–1964
- Jordi López, 2011
- Juan Gonzalo Lorca, 2007–2008
- Cor Lubberts, 1912–1914
- Harry Lubse, 1984–1985
- Gerrit Lucassen, 1967–1969
- Frans Lutjeboer, 1974–1975
- Eugenius Lutjens, 1906–1908
- Guus Lutjens, 1903
- Hendrik Lutjens, 1896–1908

## M
- Theodosis Macheras, 2024–heden
- Nikos Machlas, 1996–1999
- Michael Madsen, 1987–1989
- Matthias Maiwald, 1974–1976
- Roy Makaay, 1993–1997
- Dick van Male, 1954–1956
- Million Manhoef, 2020–2024
- Marco De Marchi, 1997–2000
- Richonell Margaret, 2019
- Eugène Marijnissen, 1985–1986
- Gerard Marsman, 1982–1983
- Didier Martel, 2000–2003
- Valeri Masalitin, 1990
- Tim Matavž, 2017–2020
- Kees Maters, 1926–1928
- Nemanja Matić, 2010–2011
- Gerard Maurits, 1961–1971
- R. May, 1911
- Adrian Mazilu, 2024
- Émile Mbamba, 2000–2004
- Josh McEachran, 2014–2015
- Ben van Meegen, 1968–1969
- Gerard van der Meer, 1925–1927
- Mexx Meerdink, 2024
- Marko Meerits, 2011
- Tim De Meersman, 2005–2006
- John Meeuwsen, 1970–1973
- Kees Meeuwsen, 1929–1954
- Kees Meeuwsen jr., 1959–1960
- Theo Meeuwsen, 1957–1965
- Haim Megrelishvili, 2007–2008
- Frederik Meihuizen, 1903–1906
- Herman Meihuizen, 1896–1903
- Rein van de Mey, 1938–1946
- Frits Meijer, 1897–1914
- Oscar Meijer, 1984–1985
- Wim Meijers, 1977–1984
- Gerard de Meyier, 1909–1910
- Willy Melchers, 1970–1972
- Ad Mellaard, 1976–1980
- Henk van Meteren, 1963–1964
- Rihairo Meulens, 2006–2007
- Melle Meulensteen, 2022–2024
- Matt Miazga, 2016–2018
- Dick Miedema, 1919–1921
- Ante Miše, 1994–1997
- Rogier Molhoek, 2008–2011
- Steffen Mooiman, 1937–1938
- Wilhelm Moonen, 1910–1911
- Julian von Moos, 2021
- Dan Mori, 2012–2015
- Mason Mount, 2017–2018
- Colin van Mourik, 2007
- Theo Muijser, 1966–1967
- Tom De Mul, 2005–2006
- Joop Mulder, 1925–1928
- Karel Mulder, 1925–1931
- Dick Mulderij, 1975–1980
- Frans de Munck, 1965–1967
- Nordin Musampa, 2025
- Charly Musonda jr., 2019
- Riga Mustapha, 1999–2003

## N
- Marvelous Nakamba, 2014–2017
- Ștefan Nanu, 1999–2002
- Nathan, 2015–2017
- Jan de Natris, 1925–1928
- Edwin Neijenhuis, 1984–1986
- Rudolf Nelemans, 1942–1943
- Franz-Peter Neumann, 1967–1968
- Bert Nijdam, 1982–1983
- Ben Nijhuis, 1975–1981
- Lasse Nilsson, 2009–2010
- Harrie Notten, 1962–1963

## O
- Armando Obispo, 2019–2020
- Martin Ødegaard, 2018–2019
- Noah Ohio, 2021
- Denys Oliynyk, 2014–2016
- Joaquín del Olmo, 1996–1997
- Ron Olyslager, 1982
- Jaap van Omme, 1918–1926
- Jan Onnen, 1910–1914
- Piet Onnen, 1908–1909
- Piet Oosterbaan, 1931–1939
- Guus van Oosterom, 1981–1983
- Ron van Oosterom, 1980–1982
- John van Oosterzee, 1901–1908
- Loïs Openda, 2020–2022
- Dominik Oroz, 2021–2024
- Mohammed Osman, 2015–2017
- Kōsuke Ōta, 2016
- Toon den Otter, 1919–1927
- Albert Oschner,1954–1957
- Thomas Oude Kotte, 2016–2018
- Yassin Oukili, 2019–2020

## P
- Henk van de Palen, 1974–1975
- Harrie Paauw, 1966–1967
- Rein van Pallandt, 1905–1910
- Marten Pannekoek ("Flens"), 1936–1940
- Danilo Pantić, 2015
- Remko Pasveer, 2017–2021
- Jan Pater, 1904–1910
- Albert de Pauw, 1904–1905
- Marcus Pedersen, 2010–2013
- Bob Peeters, 2000–2003
- Henry Pelleboer, 1984–1985
- Marko Perović, 1997–1998
- William Peperkamp, 1974-1978
- Jaap Peters, 1933–1935
- Joop Peters, 1963–1966
- Lucas Piazón, 2013–2014
- Jacques Piederiet, 1942–1948
- Raio Piiroja, 2011
- Hayri Pinarci, 2010
- Mica Pinto, 2023–2024
- Roan van der Plaat, 2024–heden
- Wiljan Pluim, 2009–2010
- Gerrit van der Pol, 1957–1960
- Piet Pino Post, 1923–1925
- Loek Postma, 2024–heden
- Wim Pothoven, 1956–1963
- Patrick Pothuizen, 1993–2000
- Danilo Presta, 1963–1964
- Co Prins, 1971–1972
- Martin Proost, 1960–1961
- Davy Pröpper, 2010–2024
- Anduele Pryor, 2006–2008

## Q
- Valeri Qazaishvili, 2011–2016
- Jacques Quarz, 1973–1974
- Marcel Quint, 1982–1984

## R
- Balázs Rabóczki, 2008
- Slobodan Rajković, 2010–2011
- Aleksandar Ranković, 2002–2005
- Hans Ras, 1906–1915
- Piet Ras, 1910–1911
- Milot Rashica, 2015–2018
- Jacob Rasmussen, 2020–2022
- Dik van Rees, 1931–1933
- ? Regnier, 1942–1943
- Gyan de Regt, 2022–heden
- Albert Reilingh, 1902–1904
- Hendrik Reilingh, 1901–1908
- Jonathan Reis, 2012–2013
- Daan Reiziger, 2021–2023
- Willy Reuhl, 1898–1902
- Martijn Reuser, 1997–1999
- Jan Reyers, 1933–1943
- Johan Ricken, 1928–1946
- Jan de Ridder, 1974–1976
- Gerardus Rijnberk, 1928–1929
- Lodewijk Rijnenberg, 1901–1902
- Frans Rikken, 1962–1967
- Paulo Rink, 2004
- Jan Rinkes, 1912–1916
- Martí Riverola, 2011
- Guus de Rivière Verninas, 1954–1958
- Harry Rodermond, 1912–1918
- Eddy Roebers, 1939–1950
- Richard Roelofsen, 1991–1993
- Gerard Roelofsz, 1914–1921
- Hans van Roest, 1954–1955
- Joop Roetert, 1920–1930
- Eldridge Rojer, 2002–2006
- Cornelis Romeyn, 1911–1912
- Arie Romijn, 1982–1983
- Henk Roodhuijzen, 1918–1919
- Eloy Room, 2009–2017 en 2023-2024
- Christiaan de Rooij ("Krik"), 1905–1910
- Harry Roqué, 1895–1898
- Jean Roqué, 1899
- Theodoor Roqué, 1899–1906
- Johan van Rossum, 1896–1902
- Willem van Rossum, 1897–1902
- Bas Rowel, 1947–1948
- Mark Rubrech, 1973–1975
- Ben Ruesink, 1937–1938
- Johannes de Ruijter de Wildt, 1899–1901
- Piet van Ruitenburg, 1948–1949
- Joop Ruiter, 1960–1962
- Roy de Ruiter, 2010
- Theo Rutten, 1970–1973

## S
- Johannes Sanders, 1911–1912
- Mohamed Sankoh, 2022–2023
- Sébastien Sansoni, 2006–2009
- Mikki van Sas, 2024–2025
- Remco van der Schaaf, 1997–2008
- Stijn Schaars, 2003–2005
- Jan Schatorjé, 1956–1957
- Harry Schellekens, 1985–1988
- Kjell Scherpen, 2022–2023
- Ferdy Schijf, 1938
- Adri Schlüter, 1935–1942
- Willem Schmoutziguer, 1908–1909
- Dick Schneider, 1981–1982
- Dick Schoenaker, 1986–1988
- Bé Scholten, 1930–1944
- Arie Schoorl, 1933–1946
- Wim Schoorl, 1965–1969
- Roger Schouwenaar, 1985–1988
- Markus Schubert, 2021–204
- Jesse Schuurman, 2018
- Alfred Schreuder, 2008
- Alexander Schukking, 1899–1900
- Jan Seelen, 1961–1965
- Thulani Serero, 2017–2019
- Wim van Setten, 1966–1967
- Johan Severé, 1947–1948
- Dmitri Shoukov, 1996–1998
- Victor Sikora, 1999–2002
- Jules Simon, 1931–1932
- Jerry Simons, 1994–1996
- Johan Simons, 1906–1907
- Koos Sissingh, 1916–1917
- Theo Slijkhuis, 1956–1963
- Wim Slot, 1918–1919
- Radosav Slovic, 1969–1970
- Mike Small, 1987–1988
- Roel Smand, 1980–1987
- Walter Smits, 1926–1928
- Harry Smits, 1909–1910
- Ben Snelders, 1957–1961
- Joop Snelders, 1938–1947
- Genaro Snijders, 2009–2011
- Dominic Solanke, 2015–2016
- Gerard Somer, 1972–1975
- Kallé Soné, 2002–2003
- Jan de Sonnaville, 1937–1941
- Glenn Sonneville, 1988–1989
- Henk Spaan, 1962–1964
- Theo Spanjaard, 1926–1935
- Civard Sprockel, 2006–2010
- Lex Staal, 1911–1915
- André Stafleu, 1985–1987
- Dejan Stefanović, 1999–2003
- Marcus Steffen, 2022–heden
- Wim Steffen, 1942–1952
- John Stegeman, 1996
- Wil Steigerwald, 1958
- Frederik Steijgerwalt, 1907
- Theo van Steijn, 1917–1923
- Wilhelm Stenvers, 1902–1905
- Wim Sterk, 1948–1949
- Nico Sterrenburg, 1915–1920
- Dalibor Stevanovič, 2009–2011
- Ron Stoffelen, 1983–1985
- Vladimir Stojković, 2007
- Bart Stovers, 1970–1972
- Roberto Straal, 1987–1994
- Martijn van Strien, 1998
- Piet Strijbosch, 1935–1936
- Frank van der Struijk, 2008–2014
- Edward Sturing, 1987–1998
- Lodwijk Suringa, 1902–1907
- Eugene Swartz, 1914–1918
- Jules Swartz, 1915–1921
- Gill Swerts, 2005–2008

## T
- Gerrit Taapken, 1910–1912
- Adam Tahaui, 2024–heden
- Jasar Takak, 2007–2008
- Ricky Talan, 1986–1988
- Frans Talapessy, 1984–1985
- Oussama Tannane, 2019–2021
- Ben Tap, 1925–1939
- Ben Tap, 1949–1951
- Niklas Tarvajärvi, 2008
- Hans Tassenaar, 1984–1985
- Ken Taylor, 1950–1951
- Lars ten Teije, 2017
- Cees Teljer, 1926–1930
- Guus Teljer, 1921–1926
- Richard Terpstra, 2001–2002
- Rasmus Thelander, 2018–2019
- Bert Theunissen, 1956–1960
- Frans Thijssen, 1988–1991
- Henk Thijssen, 1984–1985
- Jan van den Thillart, 1968–1970
- Getti Tiedtke, 1941
- Karel Tiedtke, 1930–1932
- Mathijs Tielemans, 2023–heden
- Adnane Tighadouini, 2011–2017
- Berry Tijhuis, 1987–1989
- Peter Tillmann, 1985–1986
- Theo van Toledo, 1971–1972
- Gerrit van Tongeren, 1930–1938
- Piet Tonneman, 1933–1935
- Michael Tørnes, 2016–2017
- Idrissa Touré, 2020–2021
- Bertrand Traoré, 2014–2015
- John Trentelman, 1986–1987
- Sondre Tronstad, 2020–2023
- Orlando Trustfull, 1997–2001
- Angelos Tsingaras, 2024–2025
- Louis van Tuil, 1975–1976
- Harry van Tussenbroek, 1917–1921
- Otto van Tussenbroek, 1928–1932

## U
- Herman Ubbink, 1972–1976
- Gerrit van Uffelen, 1937–1938
- Han Unaola, 1983–1984

## V
- Piet Vaags, 1927–1934
- Zeger Vaags, 1921–1930
- Kick van der Vall, 1979–1981
- Stephan Veenboer, 2008
- Gerard van Veenendaal, 1963
- Herman Veenendaal, 1971–1984
- Fédor Veenhuijzen, 1905–1913
- Henri Veenhuijzen, 1905–1910
- Wim Veenhuijzen ("Musch"), 1907–1912
- Fokke Veenstra, 1956
- Jan Veenstra, 1960–1967
- Renze Veenstra, 1967–1968
- Willie Veenstra, 1967–1981
- Eltjo Veentjer, 1954–1959
- Marko Vejinović, 2013–2015
- Carel van der Velden, 1992
- Karel Veldkamp, 1935–1939
- John Veldman, 1998–2000
- Piet Velthuizen, 2006–2015
- Henk Venema, 1943–1944
- Paul Verhaegh, 2006–2010
- Hans Verhagen, 1965–1968
- Jaap Verheij, 1932–1935
- Arjan Vermeulen, 1988–1996
- Rob Vermolen, 1932–1934
- Marco Versteeg, 1986–1988
- Roland Verwaayen, 1987–1988
- Arij Verwoerd, 1906
- Gabriel Vidović, 2022–2023
- Ferdi Vierklau, 1996–1997
- Louis de Villeneuve, 1897–1902
- Leo Vink, 1923–1924
- Wimilio Vink, 2011
- Andy Visser, 2023–heden
- Charles Visser, 1932–1933
- Hans Visser, 1989–1991
- Henk Vleeming, 1964–1974
- Joel Voelkerling Persson, 2023–2024
- Jan van Voorst, 1945–1957
- Martin van Voorst, 1970–1971
- Aleid van Voorst van Beest, 1906–1907
- Walter van Voorst van Beest, 1907
- Frits Vortman, 1968
- Henk Vos, 1960–1961
- Jan Vos, 1904–1907
- Karel Vos, 1922–1923
- Peter van Vossen, 2004
- Stijn Vreven, 2004–2005
- Chris de Vries, 1964–1971
- Jan de Vries, 1922–1923
- Jan de Vries, 1948–1949
- Raymond de Vries, 1987–1990
- Patrick Vroegh, 2019–2022
- Josephus Vroemen, 1921
- Marcel van Vuren, 1981–1982

## W
- Piet de Waal, 1969–1970
- Paulus Waalkens, 1917–1919
- Jan-Geert Wagenaar, 1987–1988
- Wallace, 2014–2015
- Carlos van Wanrooij, 1995–1997
- Harald Wapenaar, 2005–2006
- Israël Waterman ("Plas"), 1900–1907
- Chris van der Weerden, 1994–1995
- Gerrit (Gert) van de Weerthof, 1964–1967
- Henk van de Weg, 1938–1939
- Arend Weidema, 1936–1937
- Cor Weidema, 1940
- Karel Weijand, 1950–1954
- Max Wennekes, 1912–1919
- Jan Wentink, 1919–1926
- Maikel van der Werff, 2015–2019
- Ben Werts, 1970–1972
- Peter Wesselink, 1989–1991
- Nico Westdijk, 1938–1944
- Sander Westerveld, 1996–1999
- Aalt Westra van Holthe, 1909
- Herman Wevers, 1927–1928
- Theo Wichers, 1915–1916
- Henk Wielheesen, 1951–1954
- Joop Wielheesen, 1948–1953
- Johan Wieringa, 1967–1968
- Ruud Wierts, 1975–1978
- Ton van Wijk, 1969–1974
- Johnny Wijland, 1972–1973
- Doris Wijlhuizen, 1899–1911
- Frits Wijlhuizen ("Kies"), 1908–1912
- André Wijnveld, 1981–1984
- Menno Willems, 1997–1999
- Hans Willemsen, 1988
- Ad van de Willigen, 1914–1921
- Ron Winkens, 1985–1986
- Frans de Winther, 1947–1950
- Peter Wisgerhof, 1999–2000
- Flip Witjes, 1980–1981
- Jacob Witkop, 1906–1912
- Jan Witte, 1957–1963
- Maximilian Wittek, 2020–2023
- Wim Witteveen, 1911–1926
- Jan van der Wolf, 1956–1958
- Moos Wolff van Westerode, 1904–1905
- Ricky van Wolfswinkel, 2008–2017
- Lucas Wurfbain, 1899–1901

## Y
- Abubakari Yakubu, 2004–2008
- Romaric Yapi, 2021–2023
- Michihiro Yasuda, 2011–2013
- Irakli Yegoian, 2024–heden
- Sheran Yeini, 2015–2017

## Z
- Roel Zaaijer, 1976–1981
- Theo van Zadelhoff, 1983–1984
- Jan van der Zande, 1894–1896
- Anass Zarrouk, 2024–heden
- Jan Zeeman, 1901–1904
- Marián Zeman, 1997–2003
- Frits Zewald, 1911–1917
- Yuning Zhang, 2016–2017
- Marie van Zoelen, 1922–1923
- Edwin Zoetebier, 2000–2001
- Henk van Zon, 1954–1956
- Mamadou Zongo, 1998–2004
- Henk Zonnenberg, 1932–1939
- Jan Zonnenberg, 1934–1944
- Nino Zonneveld, 2024–heden
- Dick van der Zwaard, 1966–1971
- Alex van Zwam, 1983–1984
- Giovanni van Zwam, 2023–heden
- Hans Zwartkruis, 1978–1982
- Geert Zwarts, 1927–1928
- Theodorus Zweers, 1956
- Ben Zweers, 1967–1968